# Amitriptyline
L'amitriptyline (ou amitryptyline) (commercialisé sous les noms Elavil, Tryptanol, Endep, Elatrol, Tryptizol, Trepiline, Laroxyl, Redomex) est un antidépresseur tricyclique. Il est blanc, inodore et a un goût de réglisse. C'est un composé cristallin très peu soluble dans l'eau ; il est généralement vendu sous forme de comprimés. En termes d'action, l'amitriptyline inhibe la recapture de la sérotonine et de la noradrénaline de façon à peu près égale.

## Indications
L'amitriptyline est utilisée pour le traitement des dépressions. Les dosages typiques chez l'adulte sont compris entre 75  et   200 mg par jour, les enfants et les adolescents en prennent la moitié.
Dans une méta-analyse récente comparant 21 antidépresseurs, l'amitriptyline se classait 1er en efficacité et 6e en tolérance, malgré son effet sédatif fréquent.
Il peut aussi être utilisé pour traiter l'énurésie. Les enfants entre 7 et 10 ans en prennent une dose située entre 10  et   20 mg, tandis que les enfants plus âgés en prennent entre 25  et   50 mg par nuit. La dose devrait être réduite peu à peu jusqu'à la fin du traitement, qui ne devrait pas durer plus de trois mois.
L'amitriptyline est un traitement de certaines douleurs neuropathiques.
Dans quelques pays européens et au Québec, il est aussi autorisé pour le traitement de fond des patients atteints de migraines fréquentes ou de céphalées de tension (généralement entre 25  et   75 mg). Pour la fibromyalgie, la posologie minimale efficace sera recherchée (jusqu'à 200 mg/nuit).
À faibles doses, il a une efficacité sur les symptômes du syndrome de l'intestin irritable et peut être proposée en traitement en seconde ligne.

## Posologie et mode d'administration
La prise se fait par voie orale. Les caractéristiques pharmacocinétiques de ce médicament autorisent une seule prise journalière, pendant les repas ou à distance de ceux-ci. La prise la plus importante peut être donnée le soir pour faciliter le sommeil.

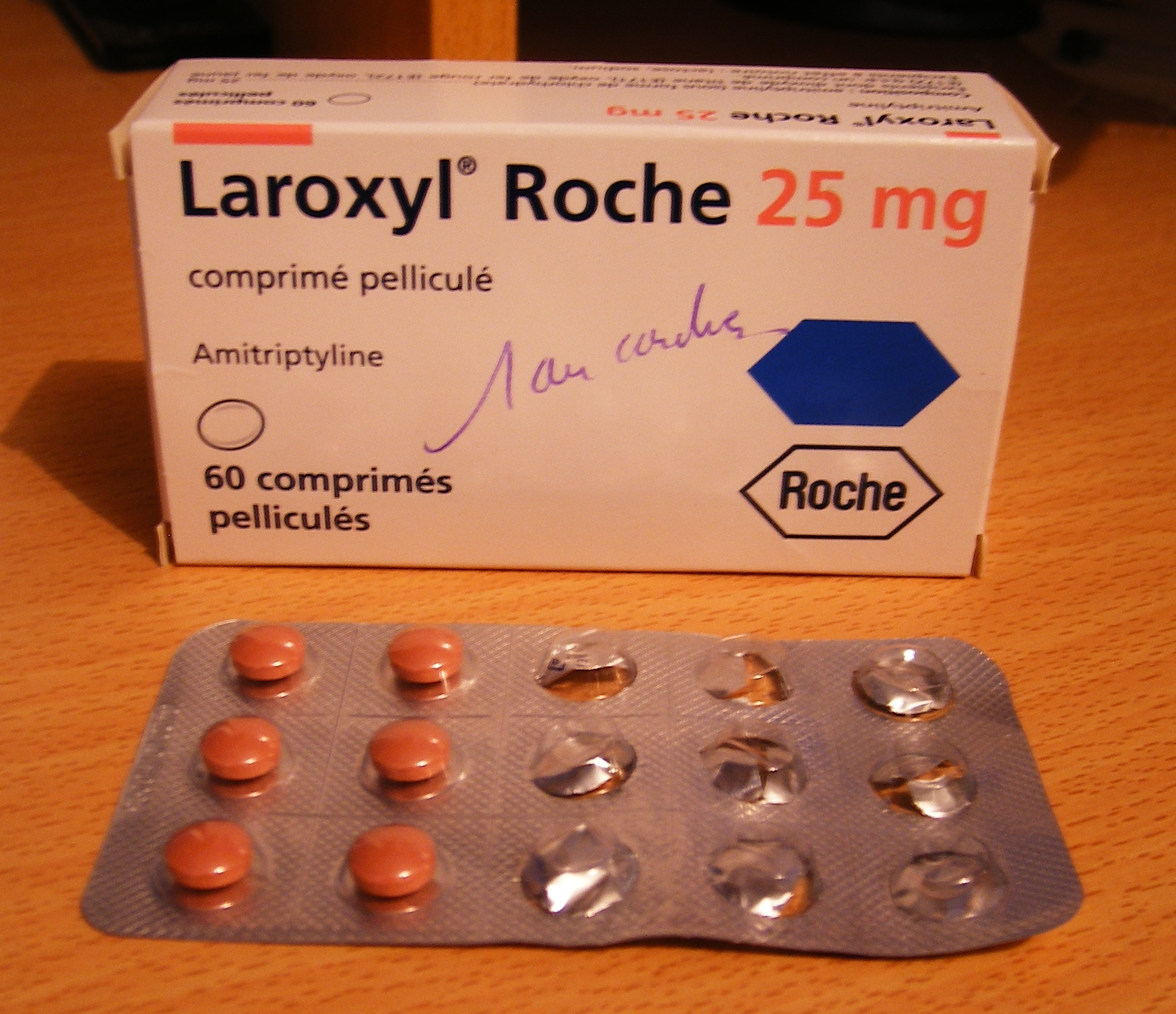
Boîte de Laroxyl de chez Roche de 25 mg.
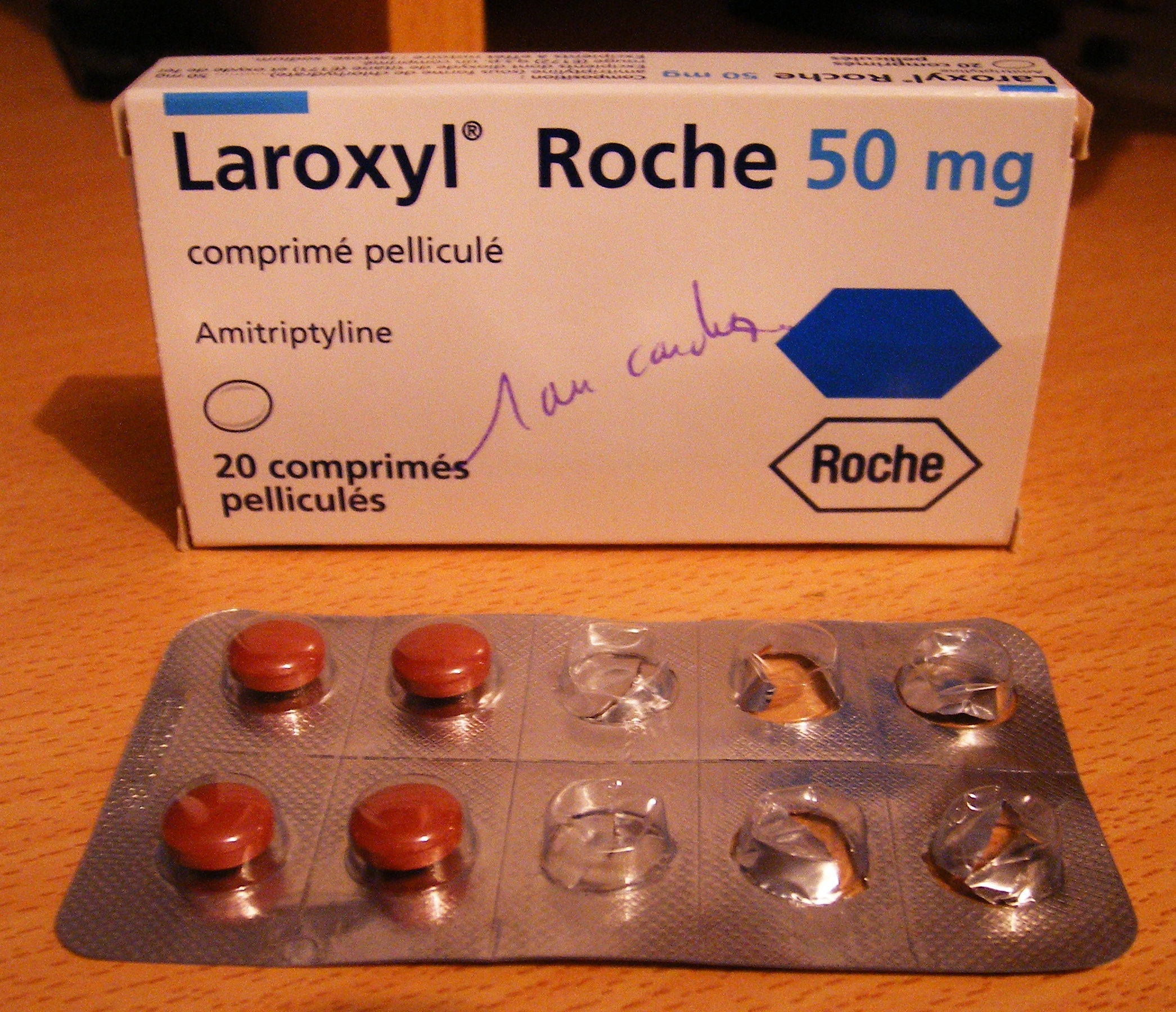
Boîte de Laroxyl de chez Roche de 50 mg.
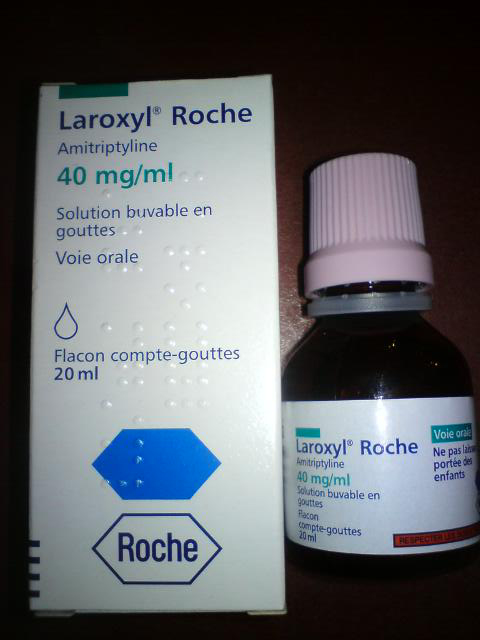
Boîte de Laroxyl de chez Roche de 40 mg/ml et flacon de 20 ml.

## Divers
L'amitriptyline fait partie de la liste des médicaments essentiels de l'Organisation mondiale de la santé (liste mise à jour en avril 2013).